# (13804) Hrazany
(13804) Hrazany (1998 XK) – planetoida z pasa głównego asteroid okrążająca Słońce w ciągu 5,6 lat w średniej odległości 3,15 j.a. Odkryta 9 grudnia 1998 roku.